# Демкове
Де́мкове — село в Україні, у Шевченківській сільській громаді Звенигородського району Черкаської області, підпорядковане Шевченківській сільській раді. Населення — 95 чоловік.

## Історія
- Село постраждало внаслідок геноциду українського народу, проведеного окупаційним урядом СССР 1932-1933 та 1946-1947 роках.